# فهرست دودمان‌های روم
در اینجا فهرست از دودمان‌های حاکم بر امپراتوری روم و دو جانشین آن، امپراتوری روم غربی و امپراتوری بیزانس (امپراتوری روم شرقی) ارائه شده‌است. دودمان‌های ایالت‌هایی که ادعای جانشینی قانونی از امپراتوری روم را داشتند، در این فهرست قرار ندارند. سلسله امپراتوری را به ترتیب به دو دوره پرینکیپاته و دومیناته تقسیم می‌کنند که در دوره پرینکیپاته سنا روم دارای قدرت بالایی بود ولی در دوران دومیناته امپراتوران رفتارهایی خودکامانه داشتند.

## فهرست دودمان‌ها
| دودمان                   | دوره حکومت           | دوره حکومت           | دوره حکومت           | حاکمان                                       | حاکمان                                | حاکمان                                |
| دودمان                   | آغاز                 | پایان                | مدت                  | نخستین حاکم                                  | واپسین حاکم                           | فهرست / تبارنامه                      |
| دودمان‌های پرینکیپاته     | دودمان‌های پرینکیپاته | دودمان‌های پرینکیپاته | دودمان‌های پرینکیپاته | دودمان‌های پرینکیپاته                         | دودمان‌های پرینکیپاته                  | دودمان‌های پرینکیپاته                  |
| ------------------------ | -------------------- | -------------------- | -------------------- | -------------------------------------------- | ------------------------------------- | ------------------------------------- |
| دودمان ژولیو کلودین      | ۲۷ ق. م              | ۶۸ م.                | ۹۵ سال               | آگوستوس                                      | نرون                                  | (فهرست)(تبارنامه)                     |
| دودمان فلاویان           | ۶۹ م.                | ۹۶ م.                | ۲۷ سال               | وسپاسیان                                     | دومیتیان                              | (فهرست)(تبارنامه)                     |
| دودمان آنتونی نروایی     | ۹۶ م.                | ۱۹۲ م.               | ۹۶ سال               | نروا                                         | کومودوس                               | (فهرست)(تبارنامه)                     |
| دودمان سورانی            | ۱۹۳ م.               | ۲۳۵ م.               | ۴۱ سال               | سپتیمیوس سوروس                               | الکساندر سوروس                        | (فهرست)(تبارنامه)                     |
| دودمان گوردیان           | ۲۳۸ م.               | ۲۴۴ م.               | ۶ سال                | گوردیان یکم                                  | گوردیان سوم                           | (فهرست)(تبارنامه)                     |
| دودمان دقیانوسی          | ۲۴۹ م.               | ۲۵۱ م.               | ۲ سال                | دقیانوس                                      | هوستیلیان                             | (فهرست)                               |
| دودمان والرینی           | ۲۵۳ م.               | ۲۶۸ م.               | ۱۵ سال               | والرین                                       | گالینوس                               | (فهرست)                               |
| دودمان کاروسی            | ۲۸۲ م.               | ۲۸۵ م.               | ۳ سال                | کاروس                                        | کارینوس                               | (فهرست)                               |
| دودمان‌های دومیناته       |                      |                      |                      |                                              |                                       |                                       |
| دودمان کنستانتین         | ۳۰۵ م.               | ۳۶۳ م.               | ۵۸ سال               | کنستانتیوس کلوروس (غربی)کنستانتین یکم (شرقی) | ژولیان (غربی و شرقی)                  | (فهرست)(تبارنامه)                     |
| دودمان والنتینیانی       | ۳۶۴ م.               | ۳۹۲ م.               | ۲۸ سال               | والنتینیان یکم (غربی و شرقی)                 | والنس (شرقی)والنتینیان دوم (غربی)     | (فهرست)(تبارنامه)                     |
| دودمان تئودئوسی          | ۳۷۹ م.               | ۴۵۷ م.               | ۷۸ سال               | تئودئوس یکم (غربی و شرقی)                    | والنتینیان سوم (غربی)مارسیانوس (شرقی) | (فهرست غربی) / (فهرست شرقی)(تبارنامه) |
| دودمان‌های شرقی (بیزانسی) |                      |                      |                      |                                              |                                       |                                       |
| دودمان لئونی             | ۴۵۷ م.               | ۵۱۸ م.               | ۶۱ سال               | لئون یکم                                     | آناستاسیوس یکم                        | (فهرست)(تبارنامه)                     |
| دودمان ژوستی‌نیان         | ۵۱۸ م.               | ۶۰۲ م.               | ۸۴ سال               | ژوستین یکم                                   | موریس و تئودوسیوس                     | (فهرست)(تبارنامه)                     |
| دودمان هراکلیوس          | ۶۱۰ م.               | ۷۱۱ م.               | ۹۱ سال               | هراکلیوس                                     | ژوستینین دوم و تیبریوس                | (فهرست)(تبارنامه)                     |
| دودمان ایسوریان          | ۷۱۷ م.               | ۸۰۲ م.               | ۸۵ سال               | لئون سوم                                     | ایرنه                                 | (فهرست)(تبارنامه)                     |
| دودمان نیکه‌فوروسی        | ۸۰۲ م.               | ۸۱۳ م.               | ۱۱ سال               | نیکه‌فوروس یکم                                | میخائیل یکم و تئوفیلاکت               | (فهرست)(تبارنامه)                     |
| دودمان آموری             | ۸۲۰ م.               | ۸۶۷ م.               | ۴۷ سال               | میخائیل دوم                                  | میخائیل سوم                           | (فهرست)(تبارنامه)                     |
| دودمان مقدونیان          | ۸۶۷ م.               | ۱۰۵۶ م.              | ۱۸۹ سال              | باسیلیوس یکم                                 | تئودورای مقدونی                       | (فهرست)(تبارنامه)                     |
| دودمان کمننی             | ۱۰۵۷ م.              | ۱۱۸۵ م.              | ۱۰۶ سال              | ایزاک یکم                                    | آندرونیکوس یکم و جان کمننی            | (فهرست)(تبارنامه)                     |
| دودمان دوکی              | ۱۰۵۹ م.              | ۱۰۷۸ م.              | ۱۹ سال               | کنستانتین دهم                                | میخائیل هفتم                          | (فهرست)(تبارنامه)                     |
| دودمان انگلی             | ۱۱۸۵ م.              | ۱۲۰۴ م.              | ۱۹ سال               | ایزاک دوم                                    | آلکسیوس پنجم                          | (فهرست)(تبارنامه)                     |
| دودمان لاسکاریسی         | ۱۲۰۴ م.              | ۱۲۶۱ م.              | ۵۷ سال               | تئودور یکم لاسکاریس                          | ژان چهارم لاسکاریس                    | (فهرست)(تبارنامه)                     |
| دودمان پالایولوگی        | ۱۲۵۹ م.              | ۱۴۵۳ م.              | ۱۹۴ سال              | میخائیل هشتم                                 | کنستانتین یازدهم                      | (فهرست)(تبارنامه)                     |